# Ai Mai Mi
Ai Mai Mi (あいまいみー, Ai Mai Mī) é uma série de mangá yonkoma escrita e ilustrada por Choboraunyopomi. Sua adaptação para anime estreou no dia 3 de janeiro de 2013.

## Sinopse
A história segue a vida das meninas Ai, Mai, Mi e Ponika-senpai, que juntas formam o clube do mangá, onde combatem invasores extraterrestres, enfrentam rivais ferozes e fazem todo o tipo de coisas, enquanto não estão desenhando mangá.